# إسرائيل هكتور بيريز
إسرائيل هكتور بيريز (بالإسبانية: Israel Héctor Perez)‏ مواليد 21 أبريل 1979 في بوينس آيرس، الأرجنتين، هو ملاكم أرجنتيني. شارك في دورة الألعاب الأولمبية الصيفية سنة 2000.

## إحصائيات
خاض خلال مسيرته 31 نزالا، فاز في 27 وتعادل في 1 وخسر في 3. فاز بالضربة القاضية في 16 نزالا.

## روابط خارجية
- إسرائيل هكتور بيريز على موقع بوكس ريك (الإنجليزية) (registration required)
- إسرائيل هكتور بيريز على موقع أوليمبيديا (الإنجليزية)